# Соловьёв, Владимир Исаакович
Владимир Исаакович Соловьёв (род. 20 февраля 1942, Ташкент) — русско-американский писатель, журналист, политолог, мемуарист, критик; автор сотен статей и множества книг, некоторые написаны в соавторстве с женой Еленой Клепиковой. Книги изданы на 12 языках в 13 странах — США, Аргентине, Бразилии, России, Японии, Китае, Германии, Великобритании, Италии, Швеции, Финляндии и др. Жил в Ленинграде и Москве, с 1977 года живёт с женой в г. Нью-Йорке, США.

## Биография
Родился 20 февраля 1942 года в Ташкенте, где его отец Исаак Яковлевич Соловьёв (1902—1966) служил в погранвойсках, а мать Мария Захарьевна Соловьёва (1911—1990) была медсестрой. Именно с погранслужбой отца на границе с Китаем и Монголией связано рождение Владимира Соловьёва и раннее детство в Средней Азии (Ташкент, Фрунзе). После отставки И. Я. Соловьёва в звании подполковника семья переезжает в 1949 году в Ленинград, где Владимир Соловьёв кончает школу № 281 (1959). Спустя 4 года он женится на своей бывшей однокласснице Елене Клепиковой, которая, как и он, станет писателем и журналистом. Их единственный сын Юджин Соловьёв, поэт и галерейщик, живёт в городе Ситка, единственный русский в этой бывшей столице русской Аляски.
Свою профессиональную литературно-журналистскую и публицистическую деятельность Владимир Соловьёв начал 8-классником в 15 лет с публикаций в ленинградской молодёжной газете «Смена», а потом и в других газетах города — «Ленинградская правда» и «Вечерний Ленинград», специализируясь на литературной и художественной критике: портреты писателей и художников, рецензии на новые книги, театральные премьеры и художественные вернисажи, репортажи и интервью с деятелями культуры. Один из его излюбленных жанров — «путевка в жизнь» молодым талантам: артистам, режиссёрам, художникам и писателям. Так, в 1962 году он открывает Михаила Шемякина — его статья о нём первая публикация о художнике. С тех пор Соловьёва и Шемякина связывает тесная мужская дружба, он опубликовал в периодике множество мемуарно-аналитических эссе о Шемякине, которые позднее вошли в его книги. Как и о других писателях и художниках, с которыми его связывали добрые, дружеские и близкие отношения — Иосифе Бродском, Сергее Довлатове, Фазиле Искандере, Евгении Евтушенко, Евгении Рейне, Юнне Мориц, Александре Кушнере, Андрее Битове, Владимире Войновиче, Анатолии Эфросе, Борисе Слуцком, Александре Межирове, Александре Володине, Булате Окуджаве, Зое Межировой, Юзе Алешковском, Василии Шукшине, Андрее Тарковском и др. Мемуарно-аналитический портретный жанр — среди его фаворитных. Это — забегая вперёд. А тогда о феномене Владимира Соловьёва — самом молодом профессиональном журналисте в стране — пишет центральная пресса.
С 1960 года в штате газеты «Смена» — редактор отдела культуры и искусства. С 1961 по 1965 год — заведующий литературной частью ленинградского ТЮЗа — параллельно учёбе в Институте живописи, скульптуры и архитектуры Академии художеств на факультете теории и истории искусства, который оканчивает в 1965 году с квалификацией искусствоведа (1965). Спустя ещё несколько лет защищает диссертацию «Проблематика и поэтика пьес Пушкина» в Институте театра, музыки и кинематографии с присуждением ему степени кандидата искусствоведения (1973). Хотя поглавно (в сокращении) пушкинская диссертация Владимира Соловьёва распечатана в журналах — «Вопросы литературы», «Театр», «Нева», «Аврора», «Север», престижный сборник «В мире Пушкина» (за исключением непроходимой главы о позднем влиянии на Пушкина иенских романтиков), полностью книга так и не была издана, зарубленная в нескольких издательствах по цензурным соображениям. Как и другие его книги, хотя они были предварительно апробированы многочисленными публикациями в периодике и на основании этих публикаций с автором были заключены договоры с выплатой аванса — о современной литературе («Советский писатель»), о русских поэтах («Художественная литература»), о Петрове-Водкине (ЖЗЛ, «Молодая гвардия»), вплоть до свободно написанного, субъективного гида по Ленинграду («Искусство»). Сюжеты, концепции и стиль Владимира Соловьёва, приемлемые и терпимые до известной степени в журналах-толстяках и газетах, которые существовали в конкурентном поле и хоть в какой-то мере зависели от читателей, подписки и розницы, попадали под табу в издательствах, которые находились на государственных дотациях, что обостряло конфликт молодого автора с официальной литературой.
Единственная книга, которую ему удалось выпустить в Советском Союзе незадолго до вынужденной эмиграции, — антология русской дореволюционной сатиры «Муза пламенной сатиры» (составление, предисловие, комментарии), да и то со значительными цензурными потерями. (см. Библиографию) Однако Владимир Соловьёв настолько много и повсюду печатался, став известным на всю страну литературным и художественным критиком и публицистом, что, не имея книжки, был принят в профессиональные творческие союзы — Союз писателей и ВТО (Всероссийское театральное общество), из которых исключен после создания первого и единственного за всю советскую историю независимого информационного агентства «Соловьёв-Клепикова-пресс» (1977).
Помимо текущей критики, диапазон жанровых и тематических интересов Владимира Соловьёва был весьма широк и разнообразен: современная литература, история литературы, культурология, театр, изобразительное искусство. По этой причине, он печатается не только в центральных журналах и газетах — «Новом мире», «Юности», «Знамени», «Звезде», «Дружбе народов», «Литературном обозрении», «Неве», «Авроре», «Литературной газете», «Комсомольской правде», «Известиях», вплоть до «Правды» (только однажды — статья про Шукшина), но и в таких специализированных изданиях, как «Вопросы литературы» (история литературы и современная поэзия), «Творчество» (реабилитационные статьи о художниках-эмигрантах (Александр Бенуа, Константин Сомов, Юрий Анненков и др.), «Театр» (статьи о русской драматургии и текущая театральная критика), «Искусство кино» (портреты Шукшина, Тарковского, рецензии на фильмы). Жанры-фавориты: рецензия, портрет, обзор, проблемная статья, научное исследование, вплоть до полемики, как ни проблематично само существование этого жанра в подцензурной советской периодике.
Полемика — это лазейка, которая давала возможность Владимиру Соловьёву для неортодоксальных высказываний, невозможных в рутинной форме статьи или рецензии. Вплоть до своего отъезда из СССР, Владимир Соловьёв был главным полемистом в литературном мире страны, используя такие легальные формы, как «Два мнения», диалог, воображаемый разговор с писателем или даже с самим собой (впоследствии такие вымышленные диалоги — Аз и Буки — включены в книги Владимира Соловьёва), дискуссия, вплоть до пространного, типа статьи, «письма в редакцию» или «открытого письма». Владимир Соловьёв не просто участвует в диспутах и дискуссиях, но часто является их зачинщиком. Так, именно с его статьи «Необходимые противоречия в поэзии» начинается и длится больше года дискуссия о современной поэзии в «Воплях» (кликуха «Вопросов литературы»), с перехлестом в другие издания. К примеру, в ответ на эту статью Владимира Соловьёва реакционный журнал «Молодая гвардия» печатает погромную статью о нём. Ведь даже обычные его статьи, ввиду их провокативности и скандальности, многие издания часто сопровождали и сопровождают до сих пор оговоркой — отмежеванием, типа «На всякий случай подчеркиваем, что мнение редакции не обязательно совпадает с мнением автора статьи».
Больше того, дебют Владимира Соловьёва-полемиста состоялся не на литературном, а скорее на общественно-политическом поприще, когда ему было всего девятнадцать лет — на диспуте «Комсомольской правды». Это его выступление прозвучало по тем временам смело, вызывающе и провокативно, но было тем не менее почти полностью опубликовано под названием «Не уподобляться белке в колесе» с уведомлением читателей, что «вызвало споры, которые долго ещё продолжались и в зале, и на трибуне, и в кулуарах». Собственно, с этого выступления и началась всесоюзная слава молодого писателя.
Опять-таки забегая вперёд: своё искусство полемиста Владимир Соловьёв оттачивает в эмигрантской прессе, где чуть ли не каждая его статья вызывает споры, часто с переходом на личность автора. Острые и парадоксальные произведения, они вызывают шквальную полемику на грани настоящего литературного скандала. В частности, это относится к периоду его тесного сотрудничества с «Новым русским словом», флагманом свободной русской печати в Америке (1977—2010), когда, по словам одного из участников очередной дискуссии вокруг его выступления, даже если Владимир Соловьев напишет о погоде, тут же начнется спор. К примеру, больше месяца длилась дискуссия вокруг русского оригинала статьи Владимира Соловьёва и Елены Клепиковой, английский вариант которой был опубликован в «Нью-Йорк таймс» сразу после их приезда в США. Или другой пример — спустя почти четверть века, в 2001 году на радио «Народная волна» (филиал «Нового русского слова») прошёл двухчасовой радиомост в связи с выходом в России большого фолианта Владимира Соловьёва — фактически три книги под одной обложкой — «Роман с эпиграфами. Варианты любви. Довлатов на автоответчике» (см. Библиографию), с участием автора и подключением гостей из разных городов и университетов США и России.
В качестве образчика его полемического мастерства можно привести две связанные между собой статьи в этой газете — «В защиту Сергея Довлатова» и «В защиту Владимира Соловьёва», впоследствии вошедшие в их соавторскую с Еленой Клепиковой книгу «Быть Сергеем Довлатовым. Трагедия веселого человека» (2014). С наступлением гласности и возобновлением писательской и журналистской активности на родине востребованные книги и статьи Владимира Соловьёва опять-таки вызывают споры, а порою и нападки, переходящие в инсинуации, на которые Владимир Соловьёв изредка и вынужденно отвечает, как, например, — последний пример — в статье «Ниже плинтуса» в «НГ — Ex Libris»
С конца 60-х, а точнее с оккупации Чехословакии в августе 1968 года, когда в стране происходит постепенный откат от прежних относительно либеральных общественных и литературных принципов, возникают тем не менее альтернативные печатные площадки, куда устремляются оппозиционные писатели: Владимир Соловьёв — среди них. Он печатается в периферийных «толстяках», типа «Севера» или «Волги», либо в таких журналах-маргиналах, как «Наука и Религия», «Детская литература», «Семья и школа» и др. Помимо прочего, это позволяет обоим фриленсерам — Владимиру Соловьёву и Елене Клепиковой материально удержаться на плаву. Однако дальнейшее усиление КГБ, цензуры и общее закручивание гаек в 70-е годы, когда политическая и общественная атмосфера в стране круто меняется и запрещаются уже набранные произведения (например, статьи Владимира Соловьёва о Тынянове в «Вопросах литературы» и о Зощенко в «Авроре»), делают существование этого автора в официальной литературе все более проблематичным. Переезд из загебизированного Ленинграда в более либеральную Москву не достигает тем не менее ожидаемого эффекта, и автор дает себе волю и пишет, что называется, в стол, не помышляя о публикации своих произведений «в отечестве белых головок» (Бродский), а некоторые пуская в самиздат. Этим объясняется жанровое раскрепощение Владимира Соловьёва — переход от литературной и художественной критики к исповедальной прозе. Так возникают позднее опубликованные на Западе «Торопливая проза — 1968», «Роман с эпиграфами, или Утешение в слезах», позднее переименованный в «Три еврея» роман-эпизод «Не плачь обо мне…», рассказы «Арест по телефону», «Трамвайный билет», «Кто следующий» и другие произведения. Позднее, с наступлением гласности, они были изданы и многократно переизданы в Петербурге и Москве. (См. Библиографию)
В 1975—1977 годах Владимир Соловьев и Елена Клепикова (Соловьёва) жили в ЖСК «Советский писатель»: Красноармейская улица, д. 27.
Невозможность полноценно продолжать литературную деятельность понуждает Владимира Соловьёва и Елену Клепикову к открытой конфронтации с властями, когда они собирают пресс-конференцию и делают заявление о произволе цензуры и разгуле антисемитизма, а чуть позже весной 1977 года создают независимое информационное агентство «Соловьёв-Клепикова-Пресс», чьи бюллетени широко публикуются в мировой прессе. Одна только «Нью-Йорк таймс» печатает не только сообщения агентства, но и большую статью о его создателях с их портретом на Front Page. (19) Сообщения «Соловьёв-Клепикова-Пресс» возвращаются на родину в обратном переводе по «вражьим голосам» — Голосу Америки, Немецкой волне, Би-би-Си и проч. Его создателей исключают из профессиональных объединений — Союза писателей, Союза журналистов и даже ВТО. Против них начинаются гонения, «Литературная газета» начинает травлю Владимира Соловьёва, публикуя погромную статью-заказуху, инспирированную КГБ. Слежка, шантаж, угрозы и даже покушение на Елену Клепикову (сброшенный на неё с крыши кусок цемента), а в конце концов ультиматум — писательская пара поставлена перед выбором: немедленно убираться на Запад или они будут отправлены на Восток (суд, тюрьма, ссылка) — все это вынуждает супругов — писателей покинуть страну. Подробно этот диссидентский этап жизни супругов описан в главе «Соловьёв-Клепикова-пресс» в книге Владимира Соловьёва «Записки скорпиона. Роман с памятью» (см. Библиографию) и в главе «Fathers and Sons» в книге «Russia. Broken Idols, Solemn Dreams» дважды лауреата Пулитцеровской премии Дэвида Шиплера из «Нью-Йорк таймс».
Через пару недель после приезда в США 4 октября 1977 года «Нью-Йорк таймс» публикует первую политическую статью Владимира Соловьёва и Елены Клепиковой. С тех пор их статьи — совместные и сольные, — посвящённые главным образом Советскому Союзу и Восточной Европе, регулярно печатаются в ведущих американских газетах — Wall Street Journal, NY Daily News, Los Angeles Times, Chicago Tribune, Chicago Sun-Times, Christian Science Monitor, Boston Globe, San Francisco Chronicle, Sacramento Bee и в престижных журналах — New Leader, Dissent, Newsweek, Midstream, WorldView, Partisan Review, Antioch Revew, Michigan Quaterly Review, American Spectator и др. Два крупнейших в США новостных синдиката — Pacific News Syndicate и Independent News Alliance/United Feature Syndicate — приобретают права на распространение статей Владимира Соловьёва и Елены Клепиковой среди своих клиентов — американских СМИ.
Начиная с 1983 года, одна за другой — сначала в США по-английски, а потом в переводах на другие языки в других странах (12 языков, 13 стран) — выходят политологические триллеры Владимира Соловьёва и Елены Клепиковой «Yuri Andropov: A Secret Passage into the Kremlin», «Behind the High Kremlin Walls», «Boris Yeltzin. Political Biography» и другие. Книги имеют успех и получают высокую оценку в американской прессе. К примеру, «Нью-Йорк таймс» называет их книгу о Ельцине «the most insightful study to date of what makes Mr. Yeltsin tick». Книга об Андропове стала «книгой месяца» и переиздана одноимённым клубом — одно из литературных отличий в США. Известные американские политологи и журналисты дают общую характеристику журналистским исследованиям супругов-авторов: «Соловьёв и Клепикова обнажают динамику кремлёвской борьбы за власть — то, что никогда не встретишь ни в учебниках, ни в американской печати о Советском Союзе», — пишет в «Нью-Йорк пост» дуайен американской журналистики Макс Лернер, а ветеран-советолог из «Нью-Йорк таймс» Гаррисон Солсбери называет их «исключительно талантливыми экспертами с прочной и завидной репутацией»: «…вклад Владимира Соловьёва и Елены Клепиковой в дело изучения и исследования СССР по своему качеству и аналитическому уровню является непревзойденным со времени их приезда в Америку» (в дословном переводе с английского).
С началом гласности эти политологические исследования появляются и в России на языке оригинала — сначала в периодике, потом нелегальными изданиями (контрабандная брошюра «Горбачёв: путь на верх» повсеместно продается на улицах Москвы и Петербурга) и, наконец, многотиражными книгами — «Заговорщики в Кремле», «Борис Ельцин: Политические метаморфозы», «Юрий Андропов: тайный ход в Кремль». С начала 90-х и особенно обильно в новом столетии у Владимира Соловьёва вышло в России 26 книг.
В 1990—91 годах Владимир Соловьёв вместе с Еленой Клепиковой несколько раз приезжают в Россию — первый раз по приглашению на Набоковскую конференцию, а потом для сбора материалов на договорную книгу о Ельцине.
Параллельно с работой для американских изданий, Владимир Соловьёв продолжает публиковать по-русски прозу, публицистику и критику: «Новое русское слово», «Королевский журнал», «Вечерний Нью-Йорк», «Слово», «Новый американец», «В новом свете», «Комсомольская правда в Америке», «Русский базар», «Метро», «Время и мы» (Нью-Йорк), «Панорама» (Лос-Анджелес), «Кстати» (Сан-Франциско), «Двадцать два» (Израиль), «Кстати» (Сан-Франциско), «Kontinent» (Чикаго) и др., а с наступлением гласности вплоть до настоящего времени в российских изданиях: «Совершенно секретно», «Столица», «Вечерняя Москва», «Литературная газета», «Литературная Россия», «Московский комсомолец» (до января 2022 года), «Независимая газета», «Новая газета», «Октябрь», «Нева», «Петрополь» и проч.
В ряде изданий у него еженедельная рубрика «Парадоксы Владимира Соловьёва», которую он переносит на телеэкран и в радиоэфир (WMRB). Для этой же телестанции создает фильм двухчасовой фильм «Мой сосед Серёжа Довлатов», с успешной премьерой на большом экране на Манхэттене и положительными отзывами. Этот первый полнометражный фильм о Довлатове доступен сейчас на видео и дисках. Вместе с Еленой Клепиковой они являются главными участниками российского телефильма фильма «Остров по имени Бродский» (Москва, 1-й канал).
Владимир Соловьёв регулярно дает интервью ТВ, радио, интернетным и бумажным изданиями (см. Ссылки). Творческие вечера — сольные и дуэтом с Еленой Клепиковой — в библиотеках и салонах Нью-Йорка, Лонг-Айленда, Нью-Джерси, Пенсильвании и др. — в связи с выходом новых книг, а в конце 2014 года турне с авторскими концертами по Силиконовой долине (Калифорния). (27) За два года, с конца 2014 по конец 2016, у Владимира Соловьёва вышло в Москве рекордное число книг — девять, включая сольные и написанные в соавторстве с Еленой Клепиковой. Среди них — мемуарно-исследовательское пятикнижие «Памяти живых и мертвых», «Дональд Трамп. Сражение за Белый дом» и «США. Pro et contra. Глазами русских американцев». Последние книги — «Кот Шрёдингера. Зашкварная мениппея с героями без имен», «Закат Америки. Американская трагедия — 2020», «Бог в радуге. Энциклопедия русской жизни в Америке в 25 историях», «По московскому времени. Русские истории с еврейским акцентом», «Парадоксы Владимира Соловьева. Кот Шрёдингера в поисках автора» и «Кот Шрёдингера. Самоубийство России», «Цунами истории. Победа Украины или Поражение России?», «Как обуздать самого опасного дурака в мире? — 1993. Глоток свободы, или Закат русской демократии», «До перемоги! Диагноз. Чему учит история — или Ничему не учит?» Четыре последние книги изданы в Киеве под именем «Владимир Соловьёв-Американский». Все средства от продаж идут в помощь Украине.

## Фильмы
- Мой сосед Серёжа Довлатов;
- Семейная хроника отца и сына Тарковских;
- Парадоксы Владимира Соловьёва.